# نادي تشاتيليراولت
نادي ستاد أولمبيك تشاتيليراولت (بالفرنسية: Stade Olympique Châtellerault)‏ نادي كرة قدم فرنسي يلعب في دوري الدرجة الخامسة. تأسس النادي في سنة 1914.